# The Ox
Pistes de My Generation
A Legal Matter Circles (Instant Party)
The Ox est un morceau instrumental du groupe britannique The Who, dernière piste de l'album My Generation de 1965.
Dans la version américaine  de l'album, The Ox vient avant A Legal Matter.
The Ox est paru en Europe en face B de The Kids Are Alright.

## Genèse et enregistrement
L'enregistrement du morceau a eu lieu le 12 novembre 1965 du studio IBC A de Londres.
Le titre, The Ox (en français le bœuf), vient du surnom de John Entwistle. 

## Caractéristiques artistiques
C'est un instrumental de près de quatre minutes. Construit sur une grille d'accords très commune, elle démontre le talent musical des instrumentistes du groupe. Keith Moon soutient un rythme impressionnant de justesse et de puissance, tandis que Pete Townshend livre une piste de guitare très saturée pour l'époque.
Si la chanson est créditée par Pete Townshend, guitariste, Keith Moon, batteur, John Entwistle et Nicky Hopkins, pianiste occasionnel pour le groupe, c'est la contribution de Keith Moon qui retient le plus l'attention.
Selon le journaliste Tony Fletcher, auteur d'une biographie de Keith Moon, la chanson est basée sur Waikiki Run, chanson du groupe The Surfaris, un groupe de surf music des États-Unis.